# Cneorane rubyana
Cneorane rubyana es un coleóptero de la familia Chrysomelidae.
Fue descrita científicamente en 1936 por Maulik.